# ヘラヘラ三銃士
ヘラヘラ三銃士（ヘラヘラさんじゅうし、韓: 실실삼총사）は、日本の3人組女性YouTuber、音楽ユニット。レーベルはavex trax。ファンネームは「笑狂（ヘラギャン）」。

## 概要
2017年にリーダーのありしゃんが韓国留学中にYouTubeチャンネルを開設。ヒカルの「これからはグループ（YouTuber）が来る」という発言に影響を受けたありしゃんが、飲み友達のまりなとさおりんをYouTubeに誘い、2018年に「ヘラヘラ三銃士」を結成した。
グループ名は3人のLINEグループの名前に由来する。好きな韓国ドラマの主人公の女の子たちのニックネームが「三銃士」で、さおりんがこれに「ヘラヘラ」を付けた。
動画冒頭の挨拶では、「かっこいい」や「最高」といったニュアンスを持つ英語のスラングである「SWAG」という掛け声を使っている。
酒やクラブ、恋愛などを題材とした「女子のリアル」をありのままに伝える動画で若者からの人気を集めている。

## 略歴
- 2017年9月 - ありしゃんがYouTubeチャンネルを開設[1]。
- 2018年夏 - まりなとさおりんが加わり「ヘラヘラ三銃士」結成[1]。
- 2019年6月1日 - 1stシングル『Name〜ナメ〜』でアーティストデビュー[3]。
- 2019年9月21日 - YouTubeチャンネルの登録者数が10万人を突破[4]。
- 2021年3月13日 - YouTubeチャンネルの登録者数が100万人を突破[5]。
- 2021年3月19日 - 1stスタイルブック『時代はヘラヘラ三銃士 コンプラ超えた黒歴史だってウチらにとっては人生まるごと黄金期!』を出版[6]。
- 2023年2月20日 - 1st写真集『HANGOVER』を出版。
- 2023年3月1日 - 公式ファンクラブを開設[7]。
- 2023年夏 - 仙台、福岡、名古屋、大阪、東京の5都市でライブツアーを開催[8]。
- 2023年10月18日 - avex traxより1stアルバム『HANGOVER』でメジャーデビュー[9]。
- 2024年12月1日 - 居酒屋「酔い処 さんちゃん」を開店[10]。

## メンバー
出典：
    ありしゃん
本名は長野有里奈（ながの ありな）。
1992年9月30日生まれ。栃木県小山市出身。身長153 cm。
企画・編集を担当するリーダー。メンバーカラーはイエロー。
元ブロガー、『Nicky』専属モデル、『Ranzuki』読者モデル。
美容サロン「Raviy」を経営し、スイーツブランド「AMILY」をプロデュース。
趣味は格闘技観戦で、『RIZIN』や『BreakingDown』に解説やプレゼンターとして登壇。
韓国語が堪能。
愛犬はチワックスのごたん。
2024年12月に結婚。2児の母。
    まりな
本名非公表。
1992年2月5日生まれ。神奈川県川崎市川崎区出身。身長145 cm。
メンバーカラーはピンク。
元グラビアアイドル、アイドルで「放課後プリンセス」（候補生）、「ドリームステーション」、「ストロベリー症候群」メンバー。
旧活動名は相内今華（あいうち こはな）→相内小花（あいうち こはな）→小川まりな（おがわ まりな）→星夢まりな（すたむ まりな）→エムちゃん。
カラコンブランド「ferenne」をプロデュース。
趣味はパチンコ。
2023年8月に結婚。
    さおりん
本名は船木沙織（ふなき さおり）。
1993年3月25日生まれ。宮城県仙台市太白区出身。身長153 cm。
メンバーカラーはブルー。
元アイドル、「アキシブproject」メンバー。
スキンケアブランド「orin」をプロデュース。
テキーラ・マエストロの資格を取得。
韓国語が堪能。
アシスタント
    影井 - 編集・企画のサポートを行うほか、大型企画などのMCを担当。

## 音楽作品

### アルバム
| No. | 発売日         | タイトル | 収録曲 | レーベル  | 形態                   | 出典  |
| --- | -------------- | -------- | --- | --------- | ---------------------- | ----- |
| 1st | 2023年10月18日 | HANGOVER | 1. We’re lucky 2. 恋のマイアヒ ～ヘラヘラ三銃士と毎夜HEAT！！～ 3. 愛、示しーや 4. あー言えばこーいぇい！ 5. 狂騒マリオネット 6. それでも生きていく 7. 発破かけ隊 8. 真夏のファンタジー 9. menヘラ 10. SU-WAY-YEAH 11. What does it mean? (feat. DJ社長) ※CD限定 12. 友愛～Blessing～ ※CD限定 13. Sounds Juicy ※CD限定 | avex trax | CD+Blu-ray CD 音楽配信 | [ 9 ] |

## 出演

### ウェブ番組
- シャッフルアイランド（ABEMA SPECIAL、2021年11月17日 - 2022年1月5日） - ありしゃん MC[18]
- シャッフルアイランド Season2（ABEMA SPECIAL、2022年6月28日 - 8月23日） - さおりん MC[19]
- 超RIZIN / RIZIN.38 直前特番（2022年9月25日） - ありしゃん MC
- 突然ですが占ってもいいですか？（フジテレビ・YouTube、2024年11月15日） - ヘラヘラ三銃士

## 書籍

### 写真集
- ヘラヘラ三銃士 1st PHOTOBOOK HANGOVER（KADOKAWA、2023年2月20日、ISBN 978-4048974844） - ヘラヘラ三銃士

### スタイルブック
- 時代はヘラヘラ三銃士 コンプラ超えた黒歴史だってウチらにとっては人生まるごと黄金期!（主婦の友社、2021年3月19日、ISBN 978-4074463800） - ヘラヘラ三銃士[6]

### エッセイ
- 成り上がれよオンナたち（講談社、2025年8月6日、ISBN 978-4065404089） - ありしゃん[15]

### デジタル写真集
- ヘラヘラ三銃士 ヤンマガアザーっす！＜YM2023年27号未公開カット＞ ヤンマガデジタル写真集（講談社、2023年8月11日） - ヘラヘラ三銃士、撮影：藤本和典
- ヘラヘラ三銃士 『流出』 FRIDAYデジタル写真集（講談社、2023年12月7日） - ヘラヘラ三銃士、撮影：LUCKMAN